# Паращенко Андрій Васильович
Андрі́й Васи́льович Пара́щенко (1991—2014) — старший солдат Збройних сил України, учасник російсько-української війни.

## Життєпис
Народився 1991 року і проживав у селі Ганнівка Дніпропетровської області. Закінчив Керносівську школу.
Старший стрілець, 25-а окрема повітрянодесантна бригада.
12 серпня 2014-го увечері загинув у бою поблизу Вуглегірська. Тоді ж полягли підполковник Жуков Дмитро Сергійович, капітан Чигринов Дмитро Вікторович, старшина Мельников Олександр Юрійович, солдати Карпенко Сергій Олександрович, Головко Олександр Валерійович та Слісаренко Сергій Петрович.
Вдома залишилася мама.
Похований у селі Ганнівка, Новомосковський район, Дніпропетровська область.

## Нагороди та вшанування
- 14 листопада 2014 року за особисту мужність і героїзм, виявлені у захисті державного суверенітету та територіальної цілісності України, вірність військовій присязі під час російсько-української війни, відзначений — нагороджений орденом «За мужність» III ступеня (посмертно).
- його портрет розміщений на меморіалі «Стіна пам'яті полеглих за Україну» у Києві: секція 2, ряд 2, місце 41.
- вшановується 12 серпня на ранковому церемоніалі загиблих українських героїв, які загинули в різні роки внаслідок російської агресії.[1]
- 23 вересня 2015 року у Керносівській школі відкрито меморіальну дошку в пам'ять про Андрія Паращенка.